# Internetová páteř

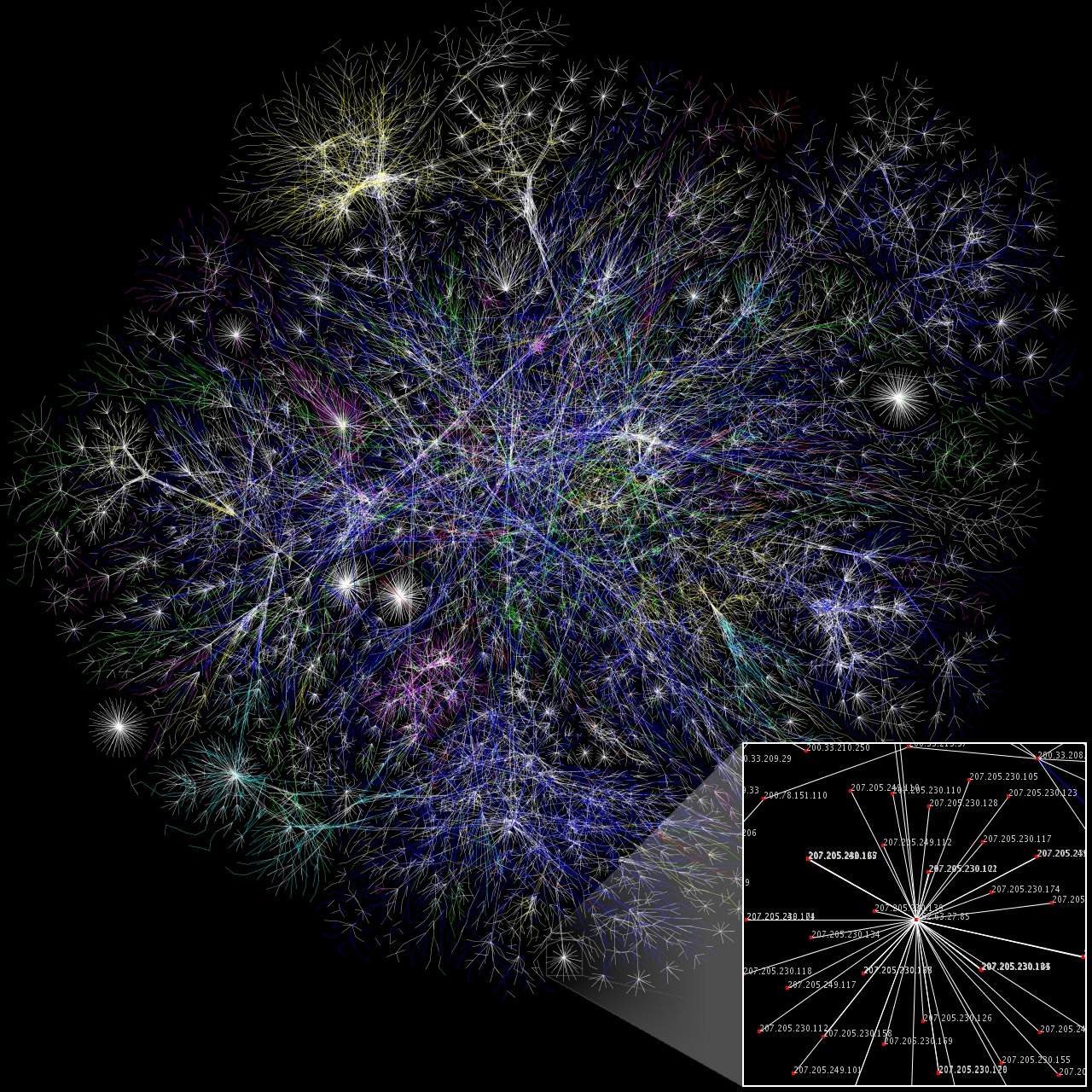
Zobrazení části Internetu ze dne 15. ledna 2005. Každá čára spojuje dva uzly, které reprezentují dvě IP adresy.

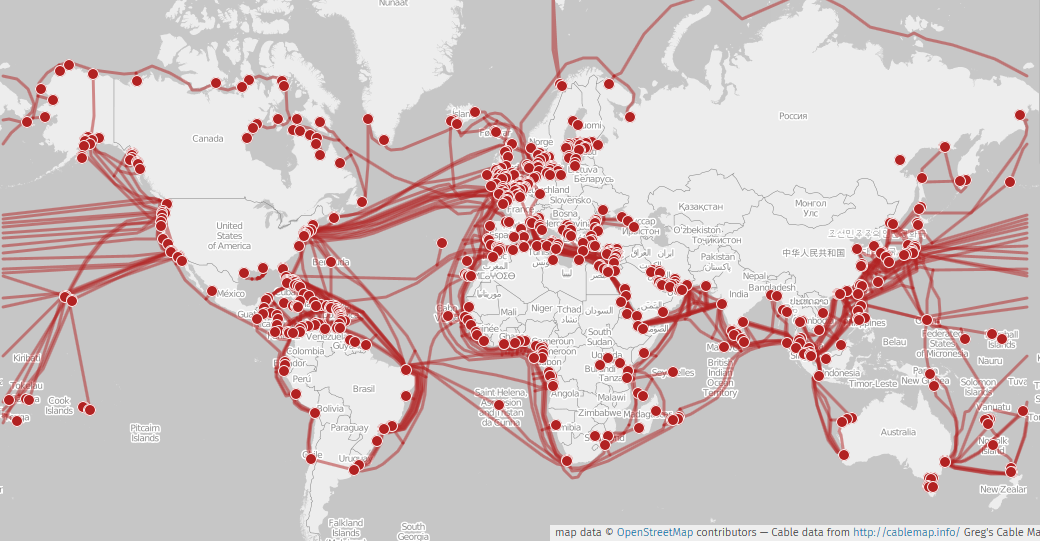
Mapa podmořských optických kabelů

Internetová páteř jsou hlavní linky spojující různé části Internetu. Je tvořena velkým množstvím komerčních, vládních, vědeckých a dalších vysokokapacitních datových cest a také spojeními mezi páteřními směrovači, které se starají o přenos dat v rámci států, kontinentů nebo navzájem mezi kontinenty.

## Historie
- První internetovou páteř tvořil ARPANET.

- V roce 1986 vzniká páteř sítě NSFNET a krátce poté se armádní část sítě ARPANET odděluje a vzniká samostatná síť MILNET, ARPANET je poté odpojen.

- Přibližně v roce 1988 se NSFNET stává hlavní internetovou páteří a přináší kompromisy mezi striktními pravidly z vlivu amerického ministerstva obrany a širokou komercializací po roce 1990. Jednoduše se dá říct, že NSFNET otevřel Internet světu.

- 30. dubna 1995 byl NFSNET odpojen a internetová páteř se skládala výhradně z různých komerčních ISP (poskytovatel internetového připojení) a spojení peeringových uzlů mezi soukromými sítěmi (univerzitní sítě).

- Během internetové horečky v roce 2000 řadě velkých telekomunikačních zprostředkovatelů hrozil bankrot a někteří z nich zkrachovali úplně, jako například EBONE (evropská internetová páteř), která byla odpojena v plném rozsahu. Toto období také sloužilo jako testovací období kapacit Internetu.